# Giulia Ghiretti
Giulia Ghiretti (Parma, 16 febbraio 1994) è una nuotatrice ed ex ginnasta italiana. Si è laureata campionessa paralimpica a Parigi 2024 e più volte campionessa mondiale dei 100 m rana SB4.

## Biografia
È laureata in Ingegneria biomedica al Politecnico di Milano e ha appena concluso il corso di laurea specialistica (nella stessa università).
Sin da bambina pratica ginnastica artistica, poi ritmica, e, dall'età di 8 anni, trampolino elastico, disciplina che la porta nel giro della Nazionale.
Nel 2010, a 16 anni, durante un allenamento di trampolino, al momento della ricaduta da un salto, le forze delle molle si concentrano su un'unica vertebra, che non regge: l'incidente le causa la paralisi delle gambe.
Avvicinatasi al nuoto per ragioni fisioterapiche, si innamora presto della piscina e decide di iniziare nuoto a livello agonistico, sport che le permette di ritrovare la libertà che aveva in aria quando saltava.
Nel nuoto ritrova la sua dimensione da sportiva e conquista, tra Paralimpiadi, Mondiali ed Europei, 31 medaglie internazionali.
Ai Campionati mondiali di nuoto paralimpico di Città del Messico, nel 2017, è stata portabandiera della Nazionale italiana di Nuoto paralimpico dei record. A livello nazionale, ha vinto oltre 47 titoli italiani.
È molto legata alla sua città, Parma. Fa parte del comitato scientifico di Parma capitale italiana della cultura 2020, insieme a illustri personaggi come il regista premio Oscar Bernardo Bertolucci, il neuroscienziato Giacomo Rizzolatti, l'editore e designer Franco Maria Ricci, l'attrice teatrale Elisabetta Pozzi, il soprano Anna Pirozzi e lo chef stellato Massimo Spigaroli del ristorante "Antica corte Pallavicina"
Viene spesso invitata nelle scuole, nelle aziende e a partecipare a eventi pubblici per portare la propria testimonianza.

### Ginnastica
Giulia ha iniziato a praticare ginnastica artistica e poi ritmica all’età di 4 anni, passando poi al trampolino elastico a 8 anni dove ha vinto la sua prima Coppa e il titolo di campionessa italiana nella sua categoria.
Nel 2008 è stata convocata in nazionale per partecipare agli europei a Odense insieme alle compagna di squadra Erica Monica con cui avrebbe fatto il Syncro. In quell’occasione Giulia rimediò un infortunio al 5° metatarso che ne ha comportato il ritiro dalla gara individuale. Nel 2010 l’incidente in allenamento.

## Immagine pubblica e Attività extra sportive
Giulia è spesso ospite a eventi nazionali e internazionali e viene periodicamente invitata da aziende e istituzioni a tenere speech motivazionali, in cui mostra la sua vita come esempio per superare i limiti e le difficoltà quotidiane. Il suo racconto abbraccia i cambiamenti che ha dovuto affrontare e fa notare le piccole accortezze che bisogna avere per non fare sentire a disagio le persone diverse da se stessi.
- Speech presso TEDx Milano dal titolo “oltre i limiti mai soli”[2]
- Ha preso parte del comitato scientifico Parma Capitale italiana della cultura insieme a Bernardo Bertolucci, Franco Maria Ricci ed altri personaggi di spicco della città emiliana
- Ha fatto parte della delegazione per la candidatura di Parma come Capitale della cultura Italiana insieme all’ex sindaco Federico Pizzarotti, Michele Guerra e Andrea Pontremoli
- Ha partecipato al CNA next nel 2018[3]
- Nel 2011 ha avuto la possibilità di portare la Torcia olimpica a Parma nel tragitto verso Londra
- È stata numerose volte ospite a Giocampus estate e Giocampus neve, portando la propria testimonianza e i propri valori ad oltre 500 ragazzi di Parma e provincia[4]/
- Dal 2014 Giulia partecipa a Happy Hand[5]
- Ospite alla 6^ edizione I.S.Mu.L.T. Congress[6]
- Testimonial di Sport senza frontiere

## Palmarès
| Giochi paralimpici                          | 100m RA SB4   | 50m FA S5     | 200m MX SM5   | 50m DO S5    | 200 m do         | 4x100 sl           | 4x100 mx         | 4x200 sl        |
| 2016 Rio                                    | 1'50’’58      | 45’’74        | 3’47’’68 (6ª) | 54’’68 (10ª) |                  |                    |                  |                 |
| 2020 Tokyo                                  | 1’50’’34      | 46’’66 (8ª)   | 3’40’’88 (4ª) | 49’’72 (9ª)  |                  |                    |                  |                 |
| 2024 Parigi                                 | 1’50’’21      |               |               |              |                  |                    |                  |                 |
| Campionati mondiali                         | 100m RA SB4   | 50m FA S5     | 200m MX SM5   | 50m DO S5    | Women 4x50 mista | Mx 4x50 stile 20pt | Women 4x50 stile | Mx 4x50 mx 20pt |
| 2013 Montréal                               | 2’07’’31 (5ª) | 58’’23 (10ª)  | 4’17’’82 (4ª) | 53’’78 (8ª)  | 3’29’’61 (4ª)    |                    | 3’08’’71         |                 |
| 2015 Glasgow                                | 1’54’’60      | 49’’17 (7ª)   |               | 52’’83 (7ª)  |                  |                    |                  |                 |
| 2017 Mexico City                            | 1’54’’04      | 48’’41        |               | 54’’01 (9ª)  |                  | 2’44’’36           |                  |                 |
| 2019 Londra                                 | 1’50’’50      | 47’’49 (5ª)   | 3’37’’93      |              |                  |                    |                  |                 |
| 2022 Madeira                                | 1’52’’01      | 47’’23 (4ª)   | 3’44’’50      |              |                  | 2’39’’75           |                  | 2’42’’66        |
| 2023 Manchester                             | 1’50’’64      | 47''99 (7ª)   | 3'41''34 (5ª) |              |                  |                    |                  | 2'51''14 (5ª)   |
| Campionati europei                          | 100m RA SB4   | 50m FA S5     | 200m MX SM5   | 50m DO S5    | Women 4x50 mista | Mx 4x50 stile 20pt | Women 4x50 stile | Mx 4x50 mx 20pt |
| 2014 Eindhoven                              | 2’00’’10      | 58’’31 (7ª)   | 4’18’’62 (6ª) | 54’’40 (5ª)  | 3’16’’87         |                    |                  |                 |
| 2016 Madeira                                | 1’53’’63      | 50’’33 (6ª)   | 3’48’’93 (6ª) | 52’’34 (5ª)  |                  |                    |                  | 2’47’’74        |
| 2018 Dublino                                | 1’53’’04      | 46’’68        | 3’42’’25      | 48’’92 (5ª)  |                  |                    |                  |                 |
| 2021 Madeira                                | 1’51’’34      | 47’’80        |               | 49’’15 (4ª)  |                  |                    |                  |                 |
| 2024 Madeira                                | 1’49’’62      | 48’’82        | 3’45’’23      |              |                  |                    |                  |                 |
| Campionati europei giovanili in vasca corta | 50m RA SB4    | 50m FA S5     |               | 50m DO S5    |                  |                    |                  |                 |
| 2012 Brno                                   | 1’04’’56      | 1’03’’45 (4ª) |               | 53’’62       |                  |                    |                  |                 |

### Medaglie ai campionati italiani
| Evento            | Oro | Argento | Bronzo | Totale |
| 50m dorso         | 12  | 4       | 0      | 16     |
| 100m stile libero | 2   | 1       | 2      | 5      |
| 50 m stile libero | 0   | 0       | 2      | 2      |
| 100 m rana        | 15  | 0       | 0      | 15     |
| 50 m rana         | 2   | 0       | 0      | 2      |
| 50 m farfalla     | 10  | 1       | 1      | 12     |
| 200 m misti       | 9   | 4       | 0      | 13     |
| 100m misti        | 2   | 0       | 0      | 2      |
| Totale            | 52  | 10      | 5      | 67     |

## Record
- Record mondiale nei 50 farfalla vasca corta.
- 3 record italiani  in vasca lunga: 50 rana SB4, 100 rana SB4, 200 rana SB4
- 1 record italiano in vasca corta nei 100 Rana SB4
- 48 titoli italiani in vasca lunga
- 2 titoli italiani in vasca corta
- 2 titoli italiani giovanili in vasca lunga
- 3 titoli italiani giovanili in vasca corta

## Altri record
- 05/03/2012 – Prima atleta in sedia a rotelle a partecipare a una gara FIN presso il Trofeo del Ducato in vasca corta a Parma. In questa gara stabilisce anche il record di categoria nei 100 rana SB4 e 50 farfalla S5
- Prima atleta paralimpica a entrare nei gruppi sportivi delle forze armate
- Prima donna paralimpica a presentare i collari d’oro con Aldo Montano presso il Quirinale, Roma

## Premi
- Atleta dell’anno della Gazzetta di Parma
- Albero d'argento[7].
- Premio Fair Play Menarini nella categoria “Lo sport oltre lo sport” – SUSTENIUM Energia e Cuore[8]

## Libri
- Giulia Ghiretti con Andrea Del Bue, Sono sempre io. L'incidente, il nuoto, la mia rivincita., Piemme, 2023, ISBN 9788855447461.

## Televisione
- Detto fatto [9]
- Lucignolo[10]
- Zecchino d’oro
- Insuperabili, Rai3[11]
- Il cacciatore di sogni Rai3, puntata dedicata a Aero Gravity
- Finalmente Domenica, TV2000[12]
- Milleeunlibro, Rai1

## Onorificenze
- Ufficiale della Repubblica